# Тарбияи атфол
Тарбия́и атфо́л (перс. تربیه اطفال‎) — подпольное духовно-просветительское общество или организация, основанная в 1908 году в Бухаре, и существовавшая до 1914 года. 
Основателями общества являются Абдувахид Бурханов, Мукаммиль Бурханов, Хамидходжа Мекри, Ахмад Абдусаидов, Абдурауф Фитрат. Через некоторое время после создания общества, численность его членов достигла около ста человек, преимущественно из Бухары. Членов и активистов общества активно спонсировали ряд симпатизирующих джадидизму богатых личностей Бухарского эмирата, особенно такие бухарские богачи как Мухиддин Мансур и Садр Зиё.
Общество занималось поиском и обучением талантливых юношей из Бухарского эмирата, часть которых при помощи богатых спонсоров отправляла на учёбу в зарубежные страны, в основном в Османскую империю (в основном в Стамбул), а также в Британскую империю, Германскую империю, Французскую республику и Имперское Государство Иран. Кроме поиска, обучения на местах и за границей талантливой молодёжи, общество занималось контролем, открытием и финансированием джадидистских школ, которые кардинально отличались от традиционных исламских медресе. В джадидистских школах упор делался на изучении светских наук, оставляя исламскому образованию минимум учебной программы. Общество также занималось написанием и распространением школьных учебников для джадидистских школ. Уже в первый год существования общества, в Стамбуле обучались 14 юношей из Бухары и других частей Туркестана. 
Общество также помогало видным деятелям джадидизма, поэтам, писателям, литературоведам, лингвистам и другим учёным в опубликовании своих трудов и книг. Силами общества, были опубликованы в Стамбуле и далее распространены по всему Туркестану некоторые книги Абдурауфа Фитрата, Садриддина Айни и других. 
Деятельность общества вызвало резкое недовольство эмира Бухары — Сеид Алим-хана (окончил Санкт-Петербургский Николаевский кадетский корпус), которого его приближенные и духовные лидеры убедили в угрозе со стороны джадидистов. Джадидисты выступали против исламского фанатизма и фундаментализма, которые были в Бухарском эмирате фактически государственной идеологией. Джадидисты выступали за поголовную грамотность, как детей, так и женщин, за проведение в эмирате демократических, социальных и политических реформ. Как программа максимум планировали свергнуть монархию в Бухаре и превратить эмират в парламентскую республику, а как программа минимум планировали добиться превращения Бухарского эмирата в конституционную монархию, где правительство возглавил бы не монарх, а избираемый народом или парламентом премьер-министр. Общество установило тесное сотрудничество с видными личностями Османской империи, Ирана и Европы, а также с джадидистами остальной части Российской империи.